# Lyssa arnus
Lyssa arnus är en fjärilsart som beskrevs av Felder och Alois Friedrich Rogenhofer 1874. Lyssa arnus ingår i släktet Lyssa och familjen Uraniidae. Inga underarter finns listade i Catalogue of Life.